# Lac Éden (Maria-Chapdelaine)
Pour les articles homonymes, voir Éden et Lac Éden.
Le lac Éden est un plan d’eau douce du bassin versant la rivière Mistassibi, situé dans la municipalité de Saint-Stanislas, dans la municipalité régionale de comté (MRC) de Maria-Chapdelaine, dans la région administrative du Saguenay–Lac-Saint-Jean, dans la province de Québec, au Canada.
La zone du lac Éden est desservie par la route du lac Éden qui ceinture le lac. Cette provient du village de Saint-Stanislas en longeant la rive ouest de la rivière Mistassibi. Quelques routes forestières secondaires desservent le secteur surtout pour les besoins de la foresterie et des activités récréotouristiques.
La villégiature constitue la principale activité économique dans la zone du lac ; la foresterie, en second.
La surface du lac Éden est habituellement gelée de la fin novembre au début avril, toutefois la circulation sécuritaire sur la glace se fait généralement de la mi-décembre à la mi-avril.

## Géographie
Les principaux bassins versants voisins du lac Éden sont :
- côté nord : lac à la Poche, lac du Trèfle, rivière aux Rats, lac Yenevac (lac des îles), ruisseau Narcisse, lac des Poissons Blancs, rivière Mistassibi ;
- côté est : rivière Mistassibi, lac Edmont-Girard ;
- côté sud : rivière Mistassibi ;
- côté ouest : ruisseau Larouche, lac à la Croix, lac du Trèfle, lac de l'Écluse, rivière de l'Écluse, lac Mathieu (rivière de l'Écluse), lac aux Rats.

Le lac Éden comporte une superficie de 1,28 km2, une longueur de 2,2 km, une largeur maximale de 1,0 km et une altitude de 199 m. Ce lac est alimenté par quatre décharges de ruisseaux. Ce lac comporte six îles et ressemble à une arachide.
L’embouchure du lac Éden est localisée au sud, soit à :
- 1,6 km au nord de la confluence de la décharge du lac Éden et de la rivière Mistassibi ;
- 2,6 km au nord-ouest de la confluence de la rivière du Dépôt et de la rivière Mistassibi ;
- 9,9 km au nord du centre du village de Sainte-Stanislas ;
- 23,0 km au nord de la confluence de la rivière Mistassibi et de la rivière Mistassini ;
- 43,2 km au nord de la confluence de la rivière Mistassini et du lac Saint-Jean[1].

À partir de l’embouchure du lac Éden, le courant descend successivement le cours de la :
- décharge du lac Éden sur 1,7 km vers le sud jusqu’à la rive nord de la rivière Mistassibi ;
- rivière Mistassibi sur 24,3 km vers le sud ;
- rivière Mistassini sur 22,7 km vers l’est, puis le sud-ouest.

À l’embouchure de cette dernière, le courant traverse le lac Saint-Jean sur 42,7 km vers l’est, puis emprunte le cours de la rivière Saguenay vers l’est sur 155 km jusqu’à la hauteur de Tadoussac où il conflue avec le fleuve Saint-Laurent.

## Toponymie
Le terme « Éden » constitue un patronyme de famille d’origine française.
Le toponyme « lac Éden » a été officialisé le 18 juillet 1973 par la Commission de toponymie du Québec.